# 国際連合安全保障理事会決議211
国際連合安全保障理事会決議211（こくさいれんごうあんぜんほしょうりじかいけつぎ211、英: United Nations Security Council Resolution 211）は、1965年9月20日に国際連合安全保障理事会で採択された決議である。第二次印パ戦争に関係する。
安保理決議209と安保理決議210による停戦要請が無視されたことを受けて、安保理は、インドとパキスタンに対して、9月22日7時00分（GMT）に停戦を成立させ、8月5日以前の位置まで軍を撤退させるように要請した。
また、国際連合事務総長のウ・タントに対して停戦の監視の徹底を要請するとともに、すべての加盟国に対して現地の情勢を悪化させるような行動を一切控えるように要請した。
さらに、停戦が成立した後は、可能な限り早く、紛争の根底にある政治問題の解決の手助けに向け、どのような措置を講じることができるか議論することを決議した。